# Radiant A Live at O-EAST
『Radiant A Live at O-EAST』は、Aldiousの4thライブDVD。2016年10月12日リリース。

## 概要
本作は、Marina (Dr.)加入後初の全国ツアーである「Aldious Japan Tour 2015～2016」のファイル公演（2016年4月16日・TSUTAYA O-EAST）の模様を収録している。なおこの日は、TSUTAYA O-EASTでAldiousが初めてチケットソールドアウト果たしたのと同時に、自己最多動員数を記録した公演である。
本編DVDのみ（トールケース仕様）の「通常盤」(ALDI-008)、本編DVDとライブCDがセット（ジュエルケース仕様）の「DVD+CD盤」(ALDI-009)、本編DVD・ライブCD・ライブ写真集・メンバー生写真（5人のメンバー内、ランダムで1枚封入）がセットになっている「オフィシャル・サイト限定プレミアム盤」の3形態で発売された。
なお、「通常盤」と「DVD+CD盤」購入者を対象に先着で下記各種法人別特典が付属した。
各種法人別特典一覧
TOWER RECORDS
・2Lサイズ Re:NO生写真 (Aタイプ)
・本作ジャケットデザインのステッカー
TSUTAYA
・未発表ライブ音源1曲収録のピクチャーレーベルCD
・Aldiousロゴステッカー
HMV/ローチケHMV
・2Lサイズ Marina生写真 (Aタイプ)
ジョーシン ディスクピア/Joshin web
・2Lサイズ トキ生写真 (Aタイプ)
disk union
・B3サイズ Aldious特製ポスター

## トラックリスト

### DVD
1. Opening
2. Re:fire
3. THE END
4. Scrash
5. MC
6. die for you
7. One Way
8. Sweet Temptation
9. 胡蝶ノ夢
10. Mermaid
11. Instrumental3
12. Dominator
13. Raise Your Fist
14. MC
15. Believe Myself
16. Dearly
17. Luft
18. Moment
19. I Don’t Like Me
20. STEP
21. 夜桜
22. Ultimate Melodious

### CD
DISC-1
1. Opening
2. Re:fire
3. THE END
4. Scrash
5. MC
6. die for you
7. One Way
8. Sweet Temptation
9. 胡蝶ノ夢
10. Mermaid
11. Instrumental3
12. Dominator
13. Raise Your Fist
14. MC
15. Believe Myself
16. Dearly
17. Luft
18. Moment
19. I Don’t Like Me
20. STEP
21. 夜桜
22. Ultimate Melodious

DISC-2
1. THE END
2. die for you
3. One Way
4. Sweet Temptation
5. Dearly
6. Luft
7. 夜桜
8. I Don’t Like Me